# 小提琴協奏曲 (貝多芬)

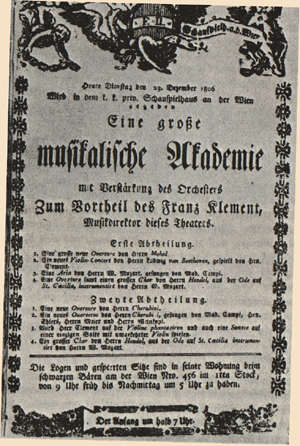
1808年贝多芬D大调小提琴协奏曲在维也纳首演时的海报

貝多芬的D大調小提琴協奏曲，作品61，完成於1806年，并于当年由弗朗茨·克莱门特在维也纳首演。1808年8月於維也納出版，題獻給貝多芬的童年友人斯特凡·冯·布罗伊宁。这是贝多芬唯一的一首小提琴协奏曲，也是同体裁中最著名的之一，被列为“四大小提琴协奏曲”之首，甚至有人称其为“小提琴协奏曲之王”。

## 创作背景
贝多芬此前写过不少小提琴和管弦乐队的作品。在其音乐成熟之前，在1790-1792年的某个时候，他开始创作C大调小提琴协奏曲，只有第一乐章的一个片段保存了下来。甚至这部作品的第一乐章是否已经完成都不得而知。无论如何，它没有演出或出版过。在1790年代后期，贝多芬先后创作了两首小提琴浪漫曲：F大调浪漫曲，G大调浪漫曲。
这些作品显现出法国小提琴演奏学派的强烈影响，例如喬瓦尼·巴蒂斯塔·維奧蒂、皮埃尔·罗德和鲁道夫·克鲁采等小提琴家。例如，这两首浪漫曲与维奥蒂协奏曲的慢乐章相似。这种影响也可以在这部D大调小提琴协奏曲中看到；以当时法国音乐的风格的定音鼓“军队般的”（martial）节拍开头，而普遍的分解六度和分解八度的音符则与克鲁采和维奥蒂作品中的元素非常相似。

## 演出历史
这首作品是贝多芬为他的朋友，当时维也纳剧院的第一小提琴弗朗茨·克莱门特而作，他早先曾给贝多芬的《费德里奥》提出过建设性的建议。并由克莱门特于1806年12月23日在维也纳剧院的一场公益音乐会上首演。而乐谱在1808年的第一份印刷版则题献给贝多芬的童年友人斯特凡·冯·布罗伊宁。
不少人認為貝多芬很遲才完成獨奏部分，以致克莱门特演奏時須視奏一些部分。或許為了表示不滿，或為了展示他在充份準備下的能力，克莱门特在第一與第二樂章之間插入他自己创作的獨奏作品，僅用一弦，且演奏時小提琴更上下倒轉。然而，也有其他人声称他确实演奏了这样的作品，但是是在演出结束后。
首演并不成功，評論的反應不佳。「曲子固然美麗，但（這份美麗）並未能夠持續維繫⋯⋯一些一般的經過性句子被一再地重複，使人感到厭煩⋯⋯貝多芬的天賦值得更好的發揮。」这部作品在接下来的几十年里几乎没有演出。
1844 年，在贝多芬去世后不久，这部作品又得到了复兴，当时12岁的小提琴家约瑟夫·约阿希姆与费利克斯·门德尔松指挥的伦敦爱乐协会管弦乐队合作演出。从那以后，它一直是所有小提琴协奏曲中最重要的作品之一，直到今天都经常被演奏和录音。

## 结构

### 配器
- 獨奏小提琴

| - 木管樂器 - 長笛：1 - 雙簧管：2 - 單簧管：2 - 低音管：2 | - 銅管樂器 - 法國號：2 - 小號：2 | - 定音鼓 | - 弦樂器 |

依照工具書《管弦樂作品手冊》指示，上述之配器可簡記為"1 2 2 2—2 2 0 0—tmp—str"。

### 曲式
作品可分成三個樂章：
1. 不太快的快板（Allegro ma non troppo）
2. 甚緩板（Larghetto）
3. 輪旋曲：快板（Rondo: Allegro）

#### 第1樂章
根據作曲家諸井三郎分析，此樂章的曲式架構可區分為：
- 第1呈示部（mm. 1–88）
- 第2呈示部（mm. 89–223）
- 發展部（mm. 224–364）
- 再現部與尾奏（mm. 365–535）

此曲最重要的動機或音樂意念（定音鼓上五槌）在曲首二小節出現，並滲透全曲。
定音鼓拉開序幕後，樂章從容地以木管部簡單對稱的樂句前進；到第10小節，新動機出現。此動機（亦基於開首之定音鼓動機），共有四個D♯音，在D大調中明顯不協和。此動機在樂章中多次出現，尤其於發展部與克莱斯勒寫之華彩樂段。隨着樂隊呈示第1主題，獨奏小提琴的進場，常被認為是小提琴曲目中最難掌握者之一：眾多的音符，困難的八度音，及之前的非常長的樂隊序幕。樂章長约廿五分鐘，為貝多芬最長樂章之一。
第1樂章結構不甚複雜，但處處有微妙。初，樂隊奏悠長的主題，小提琴未參與。約三分鐘後，小提琴加入，重覆並擴展主題，時有獨奏；然而不見長主題之「極強部」之旋律。主題又一次以發展型式出現；第1主題被另一旋律取代，極強部亦被包括。長主題之第二次擴展變奏後，小提琴帶動出一截然不同之樂節。然而，主題的某些旋律仍被利用。約三分鐘後，出現另一發展主題。此次第一主題以強音奏出，但「極強部」之旋律仍然不見。華彩樂段之前，有兩分半鐘之長段，極強部出現其中。華彩樂段後，有一短而平靜之終曲，其中包括長主題之一些旋律。

#### 第2樂章
第2樂章屬G大調，為一系列變奏，基於弱音化的弦樂部奏出之主題。每一變奏中均有另一樂器或樂部與獨奏小提琴對比。例如，於第1變奏，法國號吹奏主題之起始動機，而小提琴則拉奏其他材料。來自第1樂章之意念不時出現，如在第45小節出現之主題甚似第1樂章之第一主題（first subject）；亦有原初定音鼓動機之回響。
承前，諸井將第2樂章曲式概分為：
- 主題（mm. 1–10）
- 第1變奏（mm. 11–20）
- 第2變奏（mm. 21–30）
- 第3變奏（mm. 31–40）
- 中間部（mm. 41–55）
- 主題再現（mm. 56–65）
- 終止（mm. 66–91）

#### 第3樂章
據諸井之見，第3樂章為奏鳴曲式，結構如下：
- 呈示部（mm. 1–126）
- 發展部（mm. 127–173）
- 再現部（mm. 174–268）
- 尾奏（mm. 269–360）

前一樂章和聲有趣之結尾直接不间断演奏（attacca）連到6/8拍子之迴旋終曲，其主旋律模仿獵號（hunting horn）或雀鳥，亦頗為人知。一節強列的主調音小調在活潑中加添幽愁。此樂段中，巴松管在小提琴之後回響「minore主題」，或許會令聽者想起第2樂章第3變奏，其中巴松管亦曾與小提琴合奏。整章多次引用全曲開首之定音鼓動機：例如：小提琴最後一華彩樂段前，曾奏出四下D大調和弦。

### 华彩乐段
贝多芬起初并未为此小提琴协奏曲写华彩乐段，但后来改编的作品61a中的华彩又是他本人所作。
包括約瑟夫·约阿希姆在内的多位小提琴家曾為此曲作華彩樂段，其中弗里茨·克莱斯勒所作的華彩樂段可能是最为常見的。
以下小提琴家或作曲家为此曲写过华彩：
- 莱奥波德·奥尔
- 約夏·貝爾
- 费卢西奥·布索尼
- 斯蒂芬妮·蔡斯（英语：Stephanie Chase）
- 费迪南德·大卫（英语：Ferdinand David (musician)）
- 雅各布·东特（英语：Jakob Dont）
- 伊萨克·杜纳耶夫斯基
- 米夏·艾尔曼
- 弗莱什·卡罗伊
- 老约瑟夫·赫尔默斯贝格尔（英语：Joseph Hellmesberger Sr.）
- 胡鲍伊·耶内（英语：Jenő Hubay）
- 约瑟夫·约阿希姆
- 帕特里恰·科帕钦斯卡亚
- 弗里茨·克莱斯勒
- 克里斯蒂安·克林斯（英语：Christiaan Kriens）
- 艾拉特·伊什穆拉托夫
- 费迪南德·劳布（英语：Ferdinand Laub）
- 于贝尔·莱昂纳尔（英语：Hubert Léonard）
- 内森·米尔斯坦
- 伯恩哈德·莫利克（英语：Bernhard Molique）
- 米隆·波利亚金（英语：Miron Polyakin）
- 曼努埃尔·基罗加（英语：Manuel Quiroga (violinist)）
- 卡米爾·聖桑
- 沃爾夫岡·施奈德漢
- 阿尔弗雷德·施尼特凯
- 庄司紗矢香（英语：Sayaka Shoji）
- 辛格·厄登（匈牙利语：Singer Ödön）
- 路易斯·施波尔
- 马克西姆·文格洛夫
- 亨利·维厄当
- 亨里克·维尼亚夫斯基
- 奧古斯特·威廉米（英语：August Wilhelmj）
- 欧仁·伊萨伊

## 改编作品
可能是因为这部小提琴协奏曲的首演并不成功，在意大利作曲家穆齐奥·克莱门蒂的要求下，贝多芬于1807年将其改编为钢琴协奏曲，后来作为作品61a出版，并题献给小提琴版的受题献者斯特凡·冯·布罗伊宁的妻子钢琴家赫利兹（Heuliez）。这个版本曾在小提琴协奏曲的手稿中以草稿的形式出现，同时对独奏部分进行了修改，贝多芬在第一乐章中写了一个冗长的华彩乐段，由乐团的定音鼓手和钢琴家一起演奏。
1815年贝多芬开始创作但未完成的D大调钢琴协奏曲，编号为Hess 15，有时被称为“贝多芬第六钢琴协奏曲”。然而，这首Hess 15协奏曲是不完整的；而即使是一个改编版，由D大调小提琴协奏曲改编的钢琴协奏曲（作品61a）却是贝多芬自己创作的一部完整的钢琴协奏曲。因此，作品61a有时被称为“贝多芬第六钢琴协奏曲”。

## 外部連結
- 小提琴協奏曲 (貝多芬)：国际乐谱典藏计划上的乐谱
- 第三樂章主題 （页面存档备份，存于）
- 第二樂章樂曲賞析錄影
- 波士頓交響樂團奏全曲 （页面存档备份，存于）
- 20世紀對貝多芬D大調小提琴協奏曲的觀點 （页面存档备份，存于）